# Majbräken
Majbräken (Athyrium filix-femina) är en ört tillhörande familjen hällebräkenväxter. Bladen blir 30 till 140 centimeter långa. Majbräken blommar mellan juli och september. Den är vanligt förekommande överallt i Norden, förutom på Island där den endast växer i vissa områden längs kusten.
Släktet majbräknars (Athyrium) taxonomiska status är vacklande; det räknas omväxlande till träjonväxterna, hällebräkenväxterna, stensöteväxterna och till majbräkenväxterna.
Majbräken är stor och växer upprätt, till en höjd av 50–120 cm. Bladskaftet är kort, ungefär en fjärdedel upp till och med en tredjedel av bladskivans längd. Det har lite fjäll.
Bladskivan är smalt lansettformat, och primärflikarna blir mindre och glesare längre ned på bladskaftet. Längst ned finns ett betydande avstånd mellan primärflikarna, och dessa är korta och breda. Från ungefär mitten pekar primärflikarna lite oppåt.
Sporgömmesamlingarna (sori) är avlånga och böjda i halvmånform. Den har indusium som sitter kvar länge på bladens undersida.
I Norge växer majbräken i hela landet upp till över skogsgränsen, upp till 1 150 meter över havet i Nord-Frons kommun. Det finns flera varianter over hela norra halvklotet, den som växer i Skandinavien är spridd i Europa och Asien.